# Accident du 3 novembre 2018 à Lanzhou
L'accident du 3 novembre 2018 à Lanzhou est un accident de la route survenu le 3 novembre 2018 au poste de péage de Lanzhou-sud à Lanzhou. Un camion aurait foncé vers la file de voitures attendant au poste, tuant quinze personnes et en blessant 44, incluant le chauffeur du camion.

## Déroulement

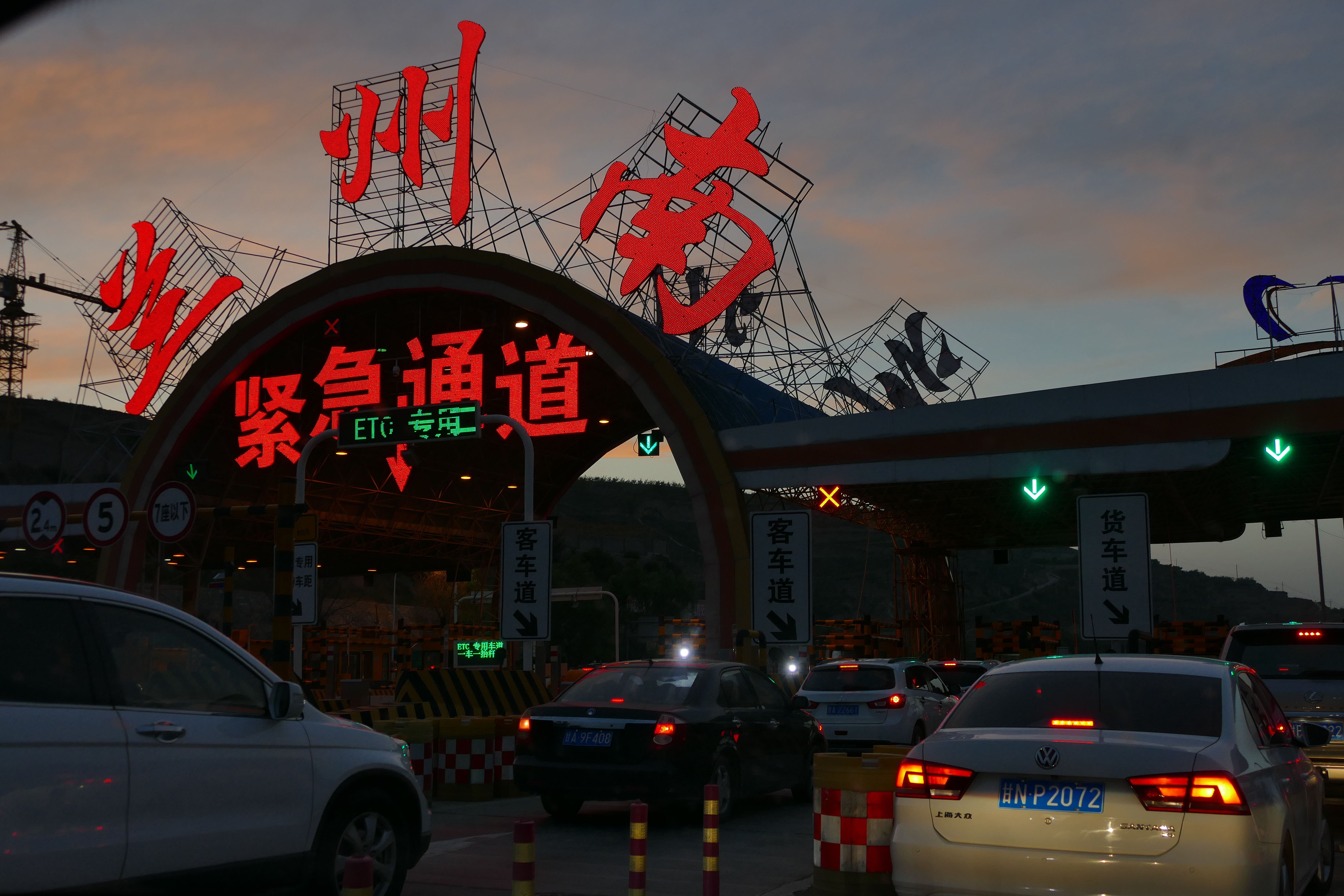
Le poste de péage.

À 19 h 21 (UTC+08:00) le 3 novembre 2018, le conducteur de 45 ans fonce son camion-grue dans la queue de 31 véhicules attendant à 50 mètres du poste de péage de Lanzhou sud à Lanzhou. Le poste de péage fait partie de l'autoroute Lanzhou-Haikou, reliant Lanzhou, au centre-nord, à Haikou, au sud. Immédiatement après, 260 officiers sont déployés pour porter secours aux blessés.
À 23 h (UTC+08:00), la circulation sur l'autoroute est rétablie, et à 2 h 30 le lendemain, les débris sont complètement déblayés.

## Enquête
Le chauffeur Li Feng, originaire du Liaoning a subi des blessures mineures et a été détenu par les autorités. Il révèle aux autorités que ses freins avaient subi un bris mécanique et que la route était en pente. C'était la première fois qu'il roulait sur cette autoroute. Le véhicule était enregistré à son domicile du Liaoning. Le contenu de caméras proches du site montraient des conditions météorologiques défavorables, avec de fortes tombées de neige.
Une première enquête confirme que les freins étaient bel et bien brisés. Le 18 novembre, le gouvernement local publie un rapport sur l'autoroute et démontre la conformité de celui-ci. Il semble que le poste de péage soit aussi placé à un endroit conforme. Des rapports montrent cependant que de 2012 à 2018, 220 accidents avaient eu lieu sur cette portion de l'autoroute, pour un total de 42 morts. L'enquête a été étendue à toutes les autoroutes de la province.

## Bilan
À la suite de l'accident, les autorités recensent 14 morts et 27 blessés.
Le lendemain, le bilan monte à quinze morts et 44 blessés, dont dix blessés graves, à la suite du décès d'un des blessés graves,. Le nombre de blessés est ensuite corrigé à 36.

## Suites
Le gouvernement local a promis de renforcer la sécurité sur cette portion de l'autoroute et a interdit aux camions d'effectuer des dépassements. Ils ont aussi prévu installer des lampes routières, des bandes réfléchissantes, ainsi que des avertissements sonores.
Une nouvelle autoroute a aussi été construite en décembre 2018 autour de la ville, dans un espoir de rendre la circulation plus fluide.